# Synagogenbezirk Rüdesheim

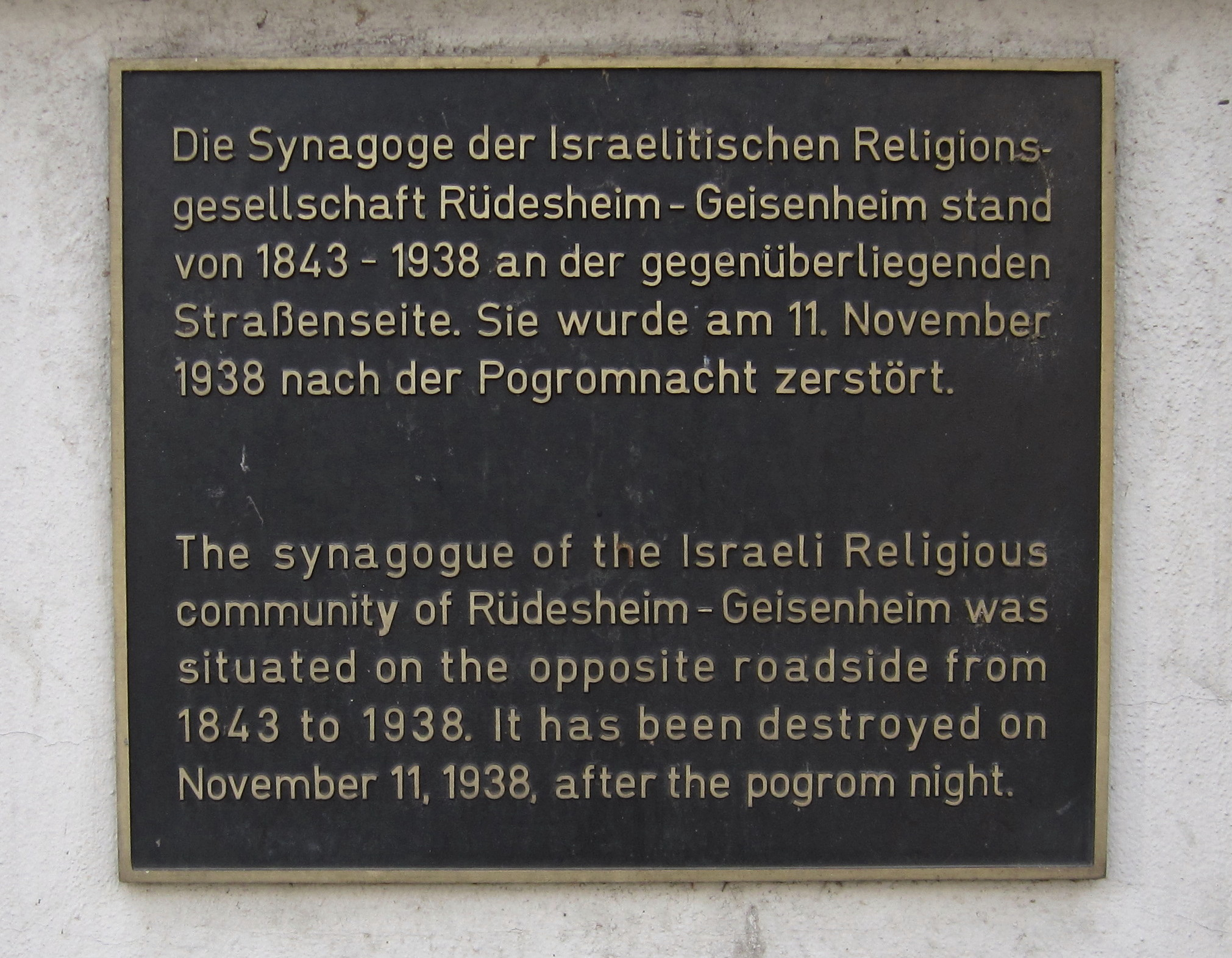
Gedenktafel für die zerstörte Rüdesheimer Synagoge

Der Synagogenbezirk Rüdesheim mit Sitz in Rüdesheim am Rhein, einer Stadt im Rheingau-Taunus-Kreis in Hessen, war ein Synagogenbezirk, der auf Grund des Preußischen Judengesetzes von 1847 geschaffen wurde. Nachdem das Herzogtum Nassau den Deutschen Krieg 1866 an der Seite Österreichs verloren hatte, wurde es von Preußen annektiert. Zuvor gab es die Nassauischen Synagogenbezirke.
Dem Synagogenbezirk gehörten neben der jüdischen Gemeinde Rüdesheim auch die Juden in Geisenheim und Winkel an.